# Excitebike
Excitebike (エキサイトバイク, Ekisaitobaiku) é um jogo de corrida de motocross desenvolvido pela Nintendo. Foi lançado no Japão para o Family Computer em 1984 e foi um dos títulos de lançamento para o NES em 1985. É o primeiro jogo da série Excite, sucedido por Excitebike 64, seu sucessores espirituais Excite Truck e Excitebots: Trick Racing, e Excitebike: World Rally.
Em 2011, um remake 3D do jogo original, 3D Classics: Excitebike, foi lançado para o Nintendo eShop do Nintendo 3DS e disponibilizado gratuitamente por um mês.

## Jogabilidade
O jogador assume o controle de uma motocicleta vermelha e deve correr contra um certo limite de tempo. Os tempos necessários para a classificação estão localizados nas paredes do estádio (para o primeiro lugar) e no canto inferior esquerdo (para o terceiro lugar). Em qualquer corrida, o melhor tempo é de 8 segundos à frente do terceiro lugar. Quando o melhor tempo é superado, o jogador ganha pontos adicionais e recebe uma mensagem: “It’s a new record! (É um novo recorde!)”.
A aceleração é controlada com os botões A e B. Pressionar o B provoca uma aceleração maior, mas também aumenta a temperatura da motocicleta, mostrada como uma barra na parte inferior da tela. Quando a temperatura excede os limites de segurança, a barra fica cheia e o jogador é imobilizado por alguns segundos, enquanto a moto esfria. Passar por cima de uma seta reduz imediatamente a temperatura.
A inclinação da motocicleta pode ser modificada com os direcionais horizontais. No ar, o direcional esquerdo levanta a dianteira, enquanto o direito abaixa. No chão, o esquerdo faz a moto empinar e os direcionais verticais viram o guidão para a esquerda ou direita.
Se o jogador cai mal de um salto, falha em uma rampa, ou tem uma colisão frontal com algum obstáculo ou oponente, ele é derrubado da moto e acaba fora da pista. Pressionar A e B repetidamente permite que o jogador volte mais rápido para a moto e continue a corrida.
No início do jogo, o jogador pode escolher um dos cinco níveis disponíveis.

### Modos de jogo
Excitebike tem três modos de jogabilidade. Em Selection A, o jogador corre solo. Em Selection B, oponentes controlados pela CPU se juntam ao jogador. Eles agem como obstáculos; colidir com um deles na parte de trás faz o jogador ser derrubado da moto e vice-versa.
No modo Design, o jogador tem a capacidade de construir suas próprias pistas, podendo escolher e colocar vários tipos de rampas e obstáculos, representados por letras (de A a S). O jogador pode também escolher o número de voltas (de 1 a 9). Após a conclusão, o jogador pode correr na pista nos modos Selection A e Selection B.
A versão japonesa do jogos permitiu o salvamento das pistas personalizadas em fitas cassete, através do periférico Famicom Data Recorder. O periférico estava disponível apenas no Japão (para uso com o Family BASIC), mas a opção de salvamento foi mantida nas versões americana e europeia. O manual em inglês diz que “as opções Save e Load no menu não são operáveis no jogo, eles foram programados para desenvolvimento de produtos em potencial”. Estas opções foram removidas na versão e-Reader do jogo.
Na versão lançada para o Virtual Console do Wii, as pistas personalizadas podem ser salvas na memória interna do console. Na versão para Nintendo 3DS, é possível salvar 32 pistas, que podem ser jogadas em 2D ou 3D.